# Плавання на Чемпіонаті Європи з водних видів спорту 2021 — змішана естафета 4x200 метрів вільним стилем
Змагання з плавання в змішаній естафеті 4x200 метрів вільним стилем на Чемпіонаті Європи з водних видів спорту 2021 відбулися 18 травня.

## Рекорди
|                   | Країна    | Час     | Місто  | Дата          |
| ----------------- | --------- | ------- | ------ | ------------- |
| Рекорд Європи     | Німеччина | 7:22.33 | Глазго | 4 серпня 2018 |
| Рекорд чемпіонату | Німеччина | 3:28.43 | Глазго | 4 серпня 2018 |

## Результати[1]

### Попередні запливи
| Місце | Заплив | Доріжка | Країна          | Плавці | Час     | Примітки |
| ----- | ------ | ------- | --------------- | --- | ------- | -------- |
| 1     | 1      | 5       | Велика Британія | Калум Джарвіс (1:49.68) Джо Лайтфілд (1:47.55) Люсі Хоуп (1:59.70) Еббі Вуд (1:57.71)                              | 7:34.64 | Q        |
| 2     | 2      | 3       | Італія          | Стефанія Піроцці (2:00.08) Стефано ді Кола (1:47.00) Філіпо Меглі (1:47.66) Сара Гаїллі (2:00.62)                  | 7:35.36 | Q        |
| 3     | 2      | 4       | Данія           | Міккель Гадгаард (1:49.32) Андреас Гансен (1:48.75) Гелена Розендаль Бах (1:58.33) Амалія Собі Мортенсен (2:01.55) | 7:37.95 | Q        |
| 4     | 1      | 6       | Ізраїль         | Денис Локтев (1:49.81) Галь Коен Гроумі (1:49.81) Анастасія Горбенко (2:01.14) Андреа Мурез (1:59.48)              | 7:40.24 | Q        |
| 5     | 2      | 2       | Угорщина        | Балаж Голло (1:48.87) Габор Зомборі (1:48.37) Евелін Веррасто (2:02.27) Фанні Фабіан (2:00.78)                     | 7:40.29 | Q        |
| 6     | 1      | 4       | Росія           | Іван Гірев (1:49.80) Євген Рилов (1:48.76) Марія Каменева (1:59.93) Аріна Суркова (2:05.58)                        | 7:44.07 | Q        |
| 7     | 2      | 5       | Туреччина       | Батурхан Єнлю (1:49.37) Ефе Туран (1:50.23) Мерве Тунсел (2:02.46) Деніз Ертан (2:03.79)                           | 7:45.85 | Q        |
| 8     | 2      | 6       | Ірландія        | Макс Мак-Каскер (1:52.89) Брендан Гиланд (1:52.13) Наомі Трайт (2:03.57) Вікторія Каттерсон (2:02.65)              | 7:51.24 | Q        |
| 9     | 1      | 2       | Словаччина      | Якуб Полячик (1:53.18) Річард Нагі (1:53.42) Зора Ріпкова (2:04.74) Мартіна Цибулкова (2:02.99)                    | 7:54.33 |          |
| 10    | 1      | 3       | Косово          | Арті Краснік (1:56.68) Йона Макула (2:27.10) Олт Кондіроллі (2:06.27) Ера Будіма (2:19.96)                         | 8:50.01 |          |
|       | 2      | 7       | Польща          | DNS | DNS     | DNS      |

### Фінал[2]
| Місце | Доріжка | Країна          | Плавці | Час     | Примітки |
| ----- | ------- | --------------- | --- | ------- | -------- |
| 1     | 4       | Велика Британія | Томас Дін (1:46.54) Джеймс Гай (1:45.43) Еббі Вуд (1:56.67) Фрю Андерсон (1:58.03)                             | 7:26.67 | CR       |
| 2     | 5       | Італія          | Стефано Балло (1:46.96) Стефано ді Кола (1:46.16) Федеріка Пеллегріні (1:55.66) Маргерита Панзієра (2:00.57)   | 7:29.35 |          |
| 3     | 7       | Росія           | Олександр Щоголев (1:46.96) Олександр Краснух (1:46.16) Анна Єгорова (1:55.66) Анастасія Кірпічікова (2:00.57) | 7:29.35 |          |
| 4     | 6       | Ізраїль         | Денис Локтев (1:48.08) Рон Ролонський (1:48.71) Андреа Мурез (1:57.31) Анастасія Горбенко (1:58.86)            | 7:32.96 |          |
| 5     | 3       | Данія           | Міккель Гадгаард (1:49.32) Андреас Гансен (1:48.55) Бро Сігне (2:00.10) Гелена Розендаль Бах (1:58.41)         | 7:35.81 |          |
| 6     | 2       | Угорщина        | Балаж Голло (1:48.54) Габор Зомборі (1:48.37) Лаура Верес (1:59.41) Фанні Фабіан (2:00.10)                     | 7:36.42 |          |
| 7     | 1       | Туреччина       | Батурхан Єнлю (1:48.08) Ефе Туран (1:50.43) Мерве Тунсел (2:01.99) Деніз Ертан (2:03.52)                       | 7:44.02 |          |
| 8     | 8       | Ірландія        | Брендан Гиланд (1:51.41) Макс Мак-Каскер (1:52.33) Наомі Трайт (2:04.31) Вікторія Каттерсон (2:02.37)          | 7:50.41 |          |